# Rüdiger Selig
Rüdiger Selig (Zwenkau, 19 de febrero de 1989) es un ciclista alemán que fue profesional entre 2012 y 2024.

## Biografía
En 2011, Rüdiger Selig formó parte del equipo amateur alemán RG Jenatec Cycling con el que ganó una etapa del Tour de Berlín, carrera de categoría sub-23 y se clasificó noveno del campeonato de Alemania en ruta tan sólo superado por ocho corredores profesionales. También fue segundo del Mazovia Tour donde estuvo entre los seis primeros en las cuatro etapas. Con el equipo de Alemania sub-23, participó en las pruebas de la Copa de las Naciones UCI (La Côte Picarde, ZLM Tour, Tour del Porvenir) y en competiciones del UCI Europe Tour. Fue cuarto del ProRace Berlin. En septiembre, terminó cuarto del Campeonato Mundial de Ciclismo en Ruta sub-23. A partir del mes de agosto estuvo como stagiaire con el equipo Leopard-Trek Continental Team. Con este equipo ganó la Binche-Tournai-Binche (Memorial Frank Vandenbroucke) batiendo al sprint a Baden Cooke y a Adrien Petit.
En 2012 pasó a profesionales con el equipo ruso Katusha recomendado por Erik Zabel.

## Palmarés
2010
- 1 etapa del Tour de Berlín

2011
- 1 etapa del Tour de Berlín
- Binche-Tournai-Binche

2013
- Volta Limburg Classic

2018
- 1 etapa del Tour de Eslovaquia

## Resultados en Grandes Vueltas
| Carrera | Carrera         | 2012 | 2013 | 2014 | 2015 | 2016  | 2017  | 2018 | 2019  | 2020  | 2021 | 2022 | 2023 | 2024 |
| ------- | --------------- | ---- | ---- | ---- | ---- | ----- | ----- | ---- | ----- | ----- | ---- | ---- | ---- | ---- |
|         | Giro de Italia  | —    | —    | —    | —    | —     | Ab.   | Ab.  | 127.º | —     | —    | Ab.  | —    | —    |
|         | Tour de Francia | —    | —    | —    | —    | —     | 165.º | —    | —     | —     | —    | —    | —    | —    |
|         | Vuelta a España | —    | —    | —    | —    | 156.º | —     | —    | —     | 141.º | —    | —    | —    | —    |

—: no participa

Ab.: abandono

## Equipos
- Leopard Trek (stagiaire) (2011)[8]
- Katusha (2012-2015)
- Bora (2016-2021)
  - Bora-Argon 18 (2016)
  - Bora-Hansgrohe (2017-2021)
- Lotto (2022-2023)
  - Lotto Soudal (2022)
  - Lotto Dstny (2023)
- Astana Qazaqstan Team (2024)